# Baby Puss
«Котёнок» (англ. Baby Puss) — двенадцатый эпизод в серии короткометражек «Том и Джерри». Во время разработки мультфильма к команде присоединился аниматор из студии Диснея Рэй Паттерсон. Эпизод был выпущен 25 декабря 1943 года.

## Сюжет
Нэнси, альтернативная восьмилетняя хозяйка Тома, играет в дочки-матери и навязывает Тому роль малышки. Отчитывая кота за поведение, она даёт ему бутылочку с молоком и говорит, чтобы тот не смел покидать детскую кроватку, пока она ходит за новым платьем, в противном случае чего Том окажется зашлёпан. Нэнси уходит, и Том, поначалу недовольный, мало-помалу входит во вкус своей роли. Он пьёт молоко из соски в разных позах, корчит из себя младенца и трясёт погремушку. Джерри за этим удивлённо наблюдает, а потом залезает на шкаф и начинает пародировать Тома — корчить из себя младенца.
Том приходит в ярость, и начинается типичная погоня. Джерри забегает в кукольный дом и ставит табличку «Закрыто на карантин». Том открывает окошко домика и видит, как Джерри в игрушечной ванне демонстративно трёт самому себе спинку. Джерри видит Тома, с визгом отбивается от кота щёткой и убегает в спальню домика. Джерри прыгает в постель, и вдруг из неё выскакивает кукла. Джерри надевает платье и парик той куклы и пытается выйти из домика, но наступает на подол платья и раскрывает себя — становится виден его мышиный хвост. Джерри убегает в дом, но Том, всё ещё намереваясь поймать Джерри пытается сорвать с дома крышу. Приходит Нэнси, через брань укладывает Тома в кроватку и говорит, что если он опять сбежит из кроватки, то она даст ему касторку. Нэнси снова уходит, и Том опять строит из себя малыша.
Джерри зазывает в дом друзей Тома: Бутча, Митхеда и Топси. Они видят Тома и смеются над ним. Том злится, но кот Бутч возвращает Тома в кровать. Том не успевает расслабиться в своей колыбельке, как коты уже начинают издеваться над Томом: они выпивают его молоко, грубо раскачивают кроватку и бросают Тома в аквариум. Бутч устраивает «хирургическую операцию» по смене мокрого подгузника Тома. Коты пародируют хирургов, Топси использует молоток в качестве анестезии, Митхед играет роль помощника хирурга.
После «операции» коты поют песню Кармен Миранды «Mamãe Eu Quero» (с порт. — «Хочу к маме!»), используя Тома в качестве музыкального инструмента. Топси при этом даже пародирует знаменитую певицу, прославившуюся этой песней. Нэнси приходит в очередной раз, и тройка уличных котов в страхе убегает. Хозяйка сердится на Тома, даёт ему полную ложку касторки, и тот бежит к окну, где испытывает рвоту. Джерри смеётся над Томом, но опрокинутая бутылка касторки даёт струю, которую получает и Джерри. Теперь Джерри тоже бежит к окну, где его тоже рвёт.